# Olle Aldén
Axel Olof "Olle" Aldén, född 27 oktober 1919 i Degerfors, Örebro län, död 7 november 2006 i Degerfors-Nysunds församling, var en svensk socialdemokratisk politiker och förman.
Olle Aldén var ledamot av riksdagens andra kammare 1969–1970, invald i Örebro läns valkrets. Han var landstingsråd i Örebro läns landsting 1971–1984 och ordförande i förvaltningsutskottet 1980–1984. Han var även ordförande i Degerfors kommunfullmäktige samt i arbetarekommunen från 1951.